# Badan Intelijen Negara
Badan Intelijen Negara (BIN) est le service de renseignement principal de l'Indonésie. Avant 2001 il était connu sous le nom de Bakin (Badan Koordinasi Intelijen Negara).
BIN a fait l'objet de critiques de la part de groupes des droits de l'homme pour le traitement des dissidents et des défenseurs des droits humains en Indonésie.
Elle a été fondée en 1946 et a son siège à Jakarta.

## Dirigeants
- Abdullah Mahmud Hendropriyono (2001-2004)
- Syamsir Siregar (2004-2009)
- Sutanto (depuis 2009)

## Source
- (en) Cet article est partiellement ou en totalité issu de l’article de Wikipédia en anglais intitulé « Indonesian State Intelligence Agency » (voir la liste des auteurs).